# Neocichla gutturalis
El estornino gorjinegro (Neocichla gutturalis) es una especie de ave paseriforme de la familia Sturnidae propia del África subsahariana. Es la única especie del género Neocichla.

## Distribución
Se encuentra diseminado por los bosques de miombo y los bosques mixtos de miombo y mopane de Angola, Malawi, Tanzania y Zambia.